# Lutxove
Lutxove (en (ucraïnès): Лучове, en rus: Лучевое, Lutxevoie) és un poble de la República Autònoma de Crimea a Ucraïna, que el 2014 tenia 44 habitants. Pertany al districte rural de Sovetski. Fins al 1948 el municipi es deia Sarguil.